# Hyalinobatrachium munozorum
Espèce
Synonymes
- Centrolenella munozorum Lynch & Duellman, 1973

Hyalinobatrachium munozorum est une espèce d'amphibiens de la famille des Centrolenidae.

## Répartition
Cette espèce se rencontre en Amazonie en Colombie, en Équateur et en Bolivie.
Sa présence est incertaine au Pérou.

## Description
Les mâles mesurent de 18,8 à 20,5 mm et la femelle 20,7 mm.

## Étymologie
Cette espèce est nommée en l'honneur de la famille Muñoz.

## Publication originale
- Lynch & Duellman, 1973 : A review of the centrolenid frogs of Ecuador, with descriptions of new species. Occasional Papers of the Museum of Natural History, University of Kansas, no 16, p. 1-66 (texte intégral).